# Goemai
Das Goemai ist eine tschadische Sprache (afroasiatisch, westtschadisch A), die im Bundesstaat Plateau in Zentralnigeria von insgesamt 200.000 Personen gesprochen wird.
Seine Sprecher bezeichnen sich und ihre Sprache selbst als 'Goemai'; in der älteren linguistischen und ethnografischen Literatur wurde der Begriff 'Ankwe' verwendet, um das Volk und deren Sprache zu bezeichnen.
Goemai ist eine vorherrschend isolierende Sprache mit der Wortstellung Subjekt-Verb-Objekt.

## Linguistische Klassifikation
Goemai gehört einem Zweig der südlichen Angas-Goemai-Sprachen innerhalb der westtschadischen Angas-Gerka Sprachgruppe an. Es gliedert sich in vier verschiedene dialektale Varietäten, die einer politisch und geografisch motivierten Teilung unterliegen.
Die vier Dialekte sind Duut, Ost-Ankwe (auch Derteng genannt), Dorok und K'wo. Sie sind untereinander verständlich und Abweichungen existieren hauptsächlich auf phonologischer sowie lexikalischer Ebene.

## Phonologie

### Konsonanten
|                                                                        | Labial                     | Alveolar                   | Palatal               | Velar               | Glottal |
| Plosive stimmlos aspiriert stimmlos nicht-aspiriert stimmhaft implosiv | /ph/ p /p/ p' /b/ b /ɓ/ b' | /th/ t /t/ t' /d/ d /ɗ/ d' |                       | /kh/ k /k/ k' /g/ g | [ʔ]     |
| Frikative stimmlos aspiriert stimmlos nicht-aspiriert stimmhaft        | /fh/ f /f/ f' /v/ v        | /sh/ s /s/ s' /z/ z        | /ʃh/ sh /ʃ/ sh' /ʒ/ j |                     | /h/ h   |
| Nasale                                                                 | /m/ m                      | /n/ n                      |                       | /ŋ/ ngh1, ng2       |         |
| Liquide Lateral Vibrant                                                |                            | /l/ l /r/ r                |                       |                     |         |
| Gleitlaute                                                             | /w/ w1, u2                 |                            | /j/ y1, i2            |                     |         |

1silben-initial / -medial                  2silben-final
Das Konsonanteninventar umfasst Plosive, Frikative, Nasale, Liquide sowie Gleitlaute.
Bei den Obstruenten existiert eine Unterscheidung zwischen stimmlos aspirierten, stimmlos nicht-aspirierten sowie stimmhaften und in manchen Fällen implosiven Lauten. Dieser Obstruenten-Kontrast zählt zu den auffälligsten sowie typologisch ungewöhnlichsten Merkmalen dieses Konsonantensystems. Ebenfalls auffällig ist die Realisierung des velaren, nicht-aspirierten Plosivs /k/, das sowohl nicht-aspiriert [k] als auch glottalisiert [k'] auftreten kann. Dabei besteht freie Variation, d. h. beide Varianten sind in ihren Kontexten austauschbar, ohne, dass sich die jeweilige Bedeutung ändert.
Ferner außergewöhnlich ist, dass in nicht entlehnten, heimischen Wörtern des Goemai keine Geminaten existieren. Die Liquide variieren hinsichtlich einer Unterscheidung zwischen Lateralen und Vibranten, was jedoch nicht ungewöhnlich ist.
Ein bedeutendes Phänomen in Bezug auf die Artikulation der Konsonanten, ist die sogenannte Sekundärartikulation. Die meisten Konsonanten, die morphem-initial auftreten, können eine zweite Artikulation enthalten: die Labialisierung, die Palatalisierung oder die Pränasalierung. Die Labialisierung und Palatalisierung sind exklusiv und können nicht in Kombination auftreten, die Pränasalierung hingehen ist mit den beiden ersteren kombinierbar.

### Vokale
|      | vorne     | zentral   | hinten         |
| kurz | /i/       | /ə/ /a/   | /u/            |
| lang | /i:/ /e:/ | /ʉ:/ /a:/ | /u:/ /o:/ /ɔ:/ |

Das Vokalinventar des Goemai ist typologisch eher ungewöhnlich, da es deutlich mehr lange Vokale als kurze Vokale enthält. Neben sieben langen Vokalen (/i:/, /ʉ:/, /u:/, /e:/, /o:/, /ɔ:/ und /a:/) existieren lediglich vier kurze (/i/, /u/, /ə/ und /a/). Es gibt unterschiedliche Realisierungen der Vokale, die auf dialektale Variationen hindeuten. Dabei ist es jedoch nicht immer eindeutig, ob es sich um jeweils verschiedene Realisierungen desselben Phonems oder um die Repräsentation unterschiedlicher Phoneme handelt.
In Bezug auf die vorderen und hinteren Vokale /i/, /i:/, /u/ und /u:/ gibt es keine Variation in den verschiedenen Dialektalen. Der Laut /ʉ:/ dagegen, variiert hinsichtlich seiner Realisierung und wird im Dialekt Dorok zu /ɨ/. Allgemein scheint es, als sei die Unterscheidung zwischen langen und kurzen Vokalen im Dorok beseitigt worden. Die drei langen geschlossenen Vokale /i:/ /u:/ und /ʉ:/ werden hier schlicht als kurzes /i/, /u/ und /ɨ/ repräsentiert. Ähnlich verhält es sich mit den mittleren hinteren Vokalen /o:/ und /ɔ:/, die im Dorok zu kurz /o/ und /ɔ/ (alternativ auch /oCo/) werden. In anderen Dialekten, wie z. B. K'wo und Duut bleiben sie dagegen lange Vokale.
Aufgrund dieser eindeutigen Variationen ist es eher fragwürdig, inwiefern die Vokallänge wirklich ein distinktives Merkmal im Goemai darstellt.
Es existieren zwei verschiedene Gruppen von Diphthongen: die erste Gruppe besteht aus lediglich zwei Diphthongen, [ʉa(a)] und [ʉə]. Die zweite, eher selten vorkommende Gruppe enthält die Laute [au], [ou], [ai], [ei] und [o:i], wobei auffällig ist, dass der jeweils zweite Bestandteil immer nur [u] oder [i] ist. Eine Besonderheit besteht darin, dass die beiden Diphthong-Gruppen zusammen auftreten können, z. B. zu sehen an den drei aufeinanderfolgenden Vokalen im Wort /mʉài/ ("Kollege"/"'Gefährte").

### Töne
Goemai gehört zu den Tonsprachen. Somit sind alle lexikalischen Einheiten sowie nahezu alle Affixe und Klitika mit inhärenten Tonverläufen assoziiert, die bedeutungsunterscheidend sind. Dabei werden zwei Tonlevel (hoch H und tief T) und ein fallender Tonverlauf (hoch-tief HT) unterschieden. Daneben gibt es noch einen mittleren Ton (M), der bei Assimilationsprozessen auftreten kann und einen steigenden Tonverlauf (tief-hoch TH), der nur bei manchen Wörtern besteht.
Die verschiedenen Töne haben sowohl lexikalische als auch grammatische Funktionen, wobei der grammatische Ton häufig den lexikalischen Ton neutralisiert. Lexikalisch existieren viele tonale Minimalpaare, von denen die meisten Paarbestandteile zu verschiedenen Wortarten gehören.
Das Toninventar des Goemai hat Ähnlichkeiten mit dem Toninventar anderer westtschadischer Sprachen wie z. B. Hausa, obwohl sich beide im Allgemeinen eher unähnlich sind. Dagegen weicht das Tonsystem ähnlicher Sprachen wie das der nördlichen Angas-Goemai-Sprache stärker ab. Anders als viele westtschadische Sprachen, besitzt das Goemai keine tonale Markierung von Tempus, Aspekt sowie Modalität an den Subjektspronomen. Goemaische Pronomen haben immer einen unveränderlichen Ton: Den Hochton /ní/ bei der 3. Person Singular und einen steigenden Tonverlauf bei allen anderen Pronomen.
Auch wenn Töne eine durchaus wichtige Rolle im Goemai spielen, ist der Ton oft nicht allein entscheidend. In den meisten Fällen ergänzt der Ton eine weitere wichtigen segmentale Markierung.

## Orthographie
Der Unterschied zwischen Aspiration und Keine-Aspiration zwischen aspirierten und nicht-aspirierten Obstruenten, wird orthographisch durch die Schreibung eines Apostrophen an den nicht-aspirierten Konsonanten ausgedrückt. Auch Implosive werden durch die Ergänzung eines Apostrophen kenntlich gemacht. Daneben wird der Apostroph dafür genutzt, den Vokalen vorausgehenden stimmlosen glottalen Plosiv ([ʔ]) zu repräsentieren. Dieser wird nur bei Vorkommen im Wortinneren verschriftlicht.
Der velare Nasal wird auf Wunsch der Sprecher als /ngh/ in initialer, jedoch als /ng/ in finaler Wortposition geschrieben, um mögliche Verwechslungen zu vermeiden. Das Phänomen der Sekundärartikulation wird ebenfalls orthographisch festgehalten.
Unterschiede in der Vokallänge werden in der Orthographie dargestellt. Bei kurzen Vokalen wird sie durch einzelne Buchstaben (Bsp.: Die beiden kurzen Vokale [ɔ] und [o] werden /o/ geschrieben) und bei langen Vokalen durch doppelte Buchstaben ausgedrückt (Bsp.: Der lange Vokal [ɔ:] wird /oo/ geschrieben). Die verschiedenen Töne werden wie folgt repräsentiert: Hochtöne mit einem Akut, Tieftöne mit einem Gravis, fallende Töne mit einem Zirkumflex und steigende Töne mit einem Hatschek.

## Morphologie
Die Wörter im Goemai bestehen in den meisten Fällen aus nur einem Morphem, welches wiederum nur eine Silbe beinhaltet. Neben dieser Mehrheit an mono-morphematischen und einsilbigen Wörtern existieren jedoch auch einige mehrsilbige Wörter und Morpheme, die durch verschiedene Prozesse entstehen können. Einer dieser Prozesse ist die Derivation (in diesem Fall mit nicht-produktiven Pluralaffixen), bei der neue Wörter mithilfe der Ergänzung von Affixen (gebundene Morpheme) entstehen können.
Ein weiterer Prozess ist die partielle Reduplikation, bei der Teile der Wortbasis verdoppelt werden. Im Goemai wird dabei meistens der initiale Konsonant redupliziert, während ihm der tiefe Vokal /ə/ folgt (Beispiel: simple Form = ɗɔ́ŋ („gut sein“/„schön sein“) → reduplizierte Form = ɗə̀.ɗɔ́ŋ oder tə̀.ɗɔ́ŋ („schön“)). Daneben gibt es noch die Präfigierung, wobei Präfixe (in diesem Fall immer in der Form Konsonant-Vokal) einem Wortstamm hinzugefügt werden und die Klitisierung, die dazu führt, dass benachbarte Wörter phonetisch miteinander verschmelzen. Klitisierung besteht z. B. in dem folgenden Satz:
a) mʉə̀p                    fú                                          ʉə́s=ʰɔ́k                     mé:t mé:t.
3. Person Plural   zerstreuen (im Präteritum)     Knochen (klitisiert)  ziellos (redupliziert)
(„Sie zerstreuten die Knochen ziellos.“)
Ein letzter hier aufzuführender Wortbildungsprozess ist die Komposition. Bei der Komposition werden freie Morpheme zu einem neuen Wort zusammengesetzt. Folgende Beispiele veranschaulichen den Wortbildungsprozess der Komposition:
a) màt („die Frau“) + ʃhà:r („die Freundschaft“) = mà.ʃhà oder màt.ʃhà („der Freund“, „die Dame“)
b) hà:m („das Wasser“) + ʃíŋ („die Mischung“) = hà:m.ʃíŋ („der Haferschleim“)
c) ɗə̀m („dieses Mal“) + téi („noch“) =  ɗə̀m.téi oder ɗə̀n.téi („bereits“, „schon“)
Tschadische Sprachen haben für gewöhnlich ein sehr ausführliches System morphologischer Pluralmarkierung an den Nomen. Das Goemai jedoch hat keine derartige allgemeine und obligatorische Pluralmarkierung und weicht somit von anderen tschadischen Sprachen ab. Daher existieren viele Wörter, denen eine numerale Markierung fehlt, obwohl diese dennoch relevant und wichtig ist. Die beiden Numeri Singular und Plural können auch im Goemai bestehen, jedoch geschieht die Markierung nach keinem sorgfältigen System. Folgende Wörter veranschaulichen beispielhaft bestehende Singular- und Pluralformen an Nomen:
a) Singular: kwárám („Sklave“)                → Plural: shárám („Sklaven“)
b) Singular: réép („Mädchen“, „Tochter“) → Plural: zàráp („Mädchen“, „Töchter“)
c) Singular: kʼá („Kopf“)                            → Plural: kʼék („Köpfe“)
Anders als andere Sprachen, besitzen die Verben im Allgemeinen keine morphologischen Kennzeichnungen. Außerdem weicht die Unterscheidung von Verbklassen im Goemai erneut von der vieler anderer tschadischer Sprachen ab, da die Unterscheidung hier nicht auf der segmentalen und suprasegmentalen Form der Verben beruht.

## Syntax
Goemai zählt zu den isolierenden Sprachen, wodurch Wortklassen anhand verschiedener syntaktischer Kriterien festgelegt werden, wie in etwa in Hinblick auf distributive und kombinatorische Möglichkeiten. Zu der Identifikation der Wortklassen trägt darüber hinaus eine gewisse syntaktische Festigkeit bei, da eine strikte, festgelegte Reihenfolge der Wörter und der Konstituenten besteht. Die Konstituenten-Reihenfolge ist dabei stets AVO (= Agens-Verb-Objekt) / SV (= Subjekt-Verb), welche die alleinige Funktion besitzt, grammatische Relationen auszudrücken. Folgende Sätze dienen zur Veranschaulichung der strikten Wort-Reihenfolge:
a) Fu̠án                             swár .
Kaninchen (Subjekt)      lachen (Verb, im Präteritum)
(„Das Kaninchen lachte“)
b) Fu̠án                         máng                                            pʼáng.
Kaninchen (Agens)   nehmen (Verb, im Präteritum)      Stein (Objekt)
(„Das Kaninchen nahm einen Stein.“)
c) Mu̠èp                                     póe                                         mu̠èp                        hààm .
3. Person Plural (Agens)        geben (Verb, im Präteritum)   3. P. Pl. (Objekt)     Wasser (Objekt)
(„Sie gaben ihnen Wasser“)
Es existieren drei offene Wortklassen, die durch Wortbildungsmechanismen unendlich erweiterbar sein können: Nomen, Verben und Adverbien. Nomen haben gewöhnlicherweise konkrete und keine abstrakten Referenten, jedoch gibt es unabgeleitete Nomen, die sich auf Aktivitäten und Abstrakta beziehen. Verben haben üblicherweise die Aufgabe, Veränderungen des mentalen Zustandes auszudrücken. Adverbien dienen dazu, Mengen, Raum, Zeit, Aspekt und ferner die Art und Weise sowie persönliche Wertung auszudrücken. Neben diesen drei offenen Wortklassen existieren im Goemai noch weitere geschlossene Wortklassen: Pronomen, Attribute, Ideophone, räumliche Präpositionen, Partikeln und Konjunktionen sowie einige, sich entwickelnde Prokilitika, Enklitika und Präfixe. Die meisten lexikalischen Ausdrücke gehören dabei nur einer einzigen Wortklasse an.
Anders als in vielen anderen Sprachen, erhalten die Nomen keine Markierung von Kasus, Person, Genus oder Nominalklasse. Diese Tatsache ist vor allem auf den isolierenden Charakter der Sprache zurückzuführen. Eine Markierung des Genus erfolgt jedoch bei der 2. Person Singular sowie an den logophorischen Pronomen und ist somit sehr eingeschränkt. Logophorische  Pronomen können einen Bezug abhängig von der Schilderungsperspektive eines Sachverhalts herstellen. In diesen beiden Fällen, bei denen eine Genusmarkierung besteht, stimmt das grammatische Genus mit dem natürlichen Geschlecht überein.
Daneben gibt es einige abgeleitete und unabgeleitete Nomen, die distinktive feminine Formen besitzen. Bei den abgeleiteten Nomen erfolgt die Umsetzung in feminine Formen mithilfe des Nomens màt (Beispiel: gòeshà („Freund“ (weiblich oder männlich)) vs. màshà („weiblicher Freund“/„Freundin“)). Bei unabgeleiteten Nomen erfolgt die Unterscheidung zwischen männlichen und weiblichen Nomen durch distinktive Lexeme (Beispiel: là („Kind“ (weiblich oder männlich)) vs. réép („Mädchen“)).

## Einzelsprache
1. ↑  Raymond G. Gordon, Jr, ed.  2005.  Ethnologue:  Languages of the World.  15th edition.  Dallas:  Summer Institute of Linguistics.
2. ↑  Birgit Hellwig: A Grammar of Goemai. Hrsg.: Walter de Gruyter GmbH & Co. KG. Berlin / Boston 2011, ISBN 978-3-11-023828-0.
3. ↑  Birgit Hellwig: A Grammar of Goemai. Hrsg.: Walter de Gruyter GmbH & Co. KG. Berlin / Boston 2011, ISBN 978-3-11-023828-0.
4. ↑  Birgit Hellwig: A Grammer of Goemai. Hrsg.: Walter de Gruyter GmbH & Co. KG. Berlin / Boston 2011, ISBN 978-3-11-023828-0.
5. ↑  Birgit Hellwig: A Grammar of Goemai. Hrsg.: Walter de Gruyter GmbH & Co. KG. Berlin / Boston 2011, ISBN 978-3-11-023828-0.
6. ↑  Birgit Hellwig: A Grammar of Goemai. Hrsg.: Walter de Gruyter GmbH & Co. KG. Berlin / Boston 2011, ISBN 978-3-11-023828-0.
7. ↑  Birgit Hellwig: A Grammar of Goemai. Hrsg.: Walter de Gruyter GmbH & Co. KG. Berlin / Boston 2011, ISBN 978-3-11-023828-0.